# Autoroute A154
Die Autoroute A 154, auch als Antenne de Louviers bezeichnet, ist eine französische Autobahn mit Beginn in Val-de-Reuil und derzeitigem Ende in Acquigny. Sie hat heute eine Länge von 7,0 km.

## Planung
Geplant ist die Autobahn bis nach Toury weiterzuführen. Der Weiterbau soll bis zum Jahr 2020 abgeschlossen sein. Die Gesamtlänge der Autobahn wird nach Abschluss der Arbeiten 147 km betragen.

## Geschichte
- 26. Januar 1996: Eröffnung Incarville – Louviers (A 13 – Abfahrt 3)
- 3. April 1997: Eröffnung Louviers – Acquigny (Abfahrt 3 – 4)